# Otto von Bray-Steinburg

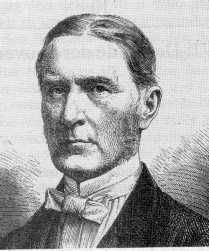
Otto von Bray-Steinburg

Otto Camillus Hugo Gabriel Graf von Bray-Steinburg (Berlijn, 17 mei 1807 - München, 9 januari 1899) was een Beiers diplomaat en staatsman.
Evenals zijn vader, de uit Rouaan afkomstige François Gabriel de Bray, koos hij voor een carrière in de diplomatie. Hij werd attaché bij het Beierse gezantschap te Wenen, vervolgens in enkele Italiaanse staten, daarna gezantschapsraad te Parijs en van 1843 tot 1859 met enige onderbrekingen buitengewoon gezant in Sint-Petersburg.
In 1846 werd hij te München minister van Buitenlandse Zaken, maar hij trad reeds op 13 februari af. Deze functie aanvaardde hij in 1848 opnieuw, evenals die van minister van het Koninklijk Huis. Hij trad 5 maart 1849 echter opnieuw af en keerdere enige maanden later terug naar Sint-Petersburg.
Hij was in 1859/1860 gezant te Berlijn en vervolgens te Wenen. In 1870 benoemde koning Lodewijk II hem als opvolger van Chlodwig zu Hohenlohe-Schillingsfürst tot premier en minister van Buitenlandse Zaken. In deze hoedanigheid onderhandelde hij over het toetreden van Beieren tot de Noord-Duitse Bond. Hoewel hij de Beierse zelfstandigheid zo veel mogelijk trachtte te bewaren, sloot hij in 1870 de verdragen die het toetreden van het land tot het nieuwe Duitse Keizerrijk bewerkstelligden.
Hij werd om zijn oppositie tegen de Beierse Kulturkampf-politiek in 1871 ontslagen. Daarna was hij tot 1897 wederom gezant te Wenen.
- Gemeinsame Normdatei: 118659928
- International Standard Name Identifier: 0000 0003 9868 3227
- Nationale Bibliotheek van Tsjechië: xx0321485
- Nederlandse Thesaurus van Auteursnamen: 185601022
- Virtual International Authority File: 269316943
- WorldCat: E39PBJqk83F9xKrJxMGCxQxFKd